# Il falegname di Livonia, ossia Pietro il grande, czar delle Russie
Il falegname di Livonia, ossia Pietro il grande, czar delle Russie és una opera buffa en dos actes de Gaetano Donizetti, amb llibret de Gherardo Bevilacqua-Aldobrandini. S'estrenà al Teatro San Samuele de Venècia el 26 de desembre de 1819.	
El llibret es basa en part en el llibret que Felice Romani va fer per a Giovanni Pacini, que acabava de ser presentada a La Scala de Milà el 12 d'abril de 1819. Una altra font va ser la comèdia d'Alexandre Duval Le menuisier de Livonie, ou Les illustres voyageurs (1805).
Va ser la quarta òpera que va compondre Donizetti i la primera a aconseguir més d'una producció. En total va tenir fins a set posades en escena fins al 1827, any de la seva última actuació coneguda al segle xix.